# Banat Zrenjanin
Fudbalski Klub Banat Zrenjanin (serb.: Фудбалски Kлуб Банат Зрењанин) – serbski klub piłkarski z siedzibą w Zrenjaninie (w okręgu środkowobanackim, w Wojwodinie), działający w latach 2006–2016.

## Historia
Klub powstał 26 stycznia 2008 jako fuzja klubów FK Budućnost Banatski Dvor i FK Proleter Zrenjanin. W sierpniu 2016 został rozwiązany.

## Stadion
Klub rozgrywał swoje mecze domowe na stadionie Stadion Karađorđev Park w Zrenjaninie, który mógł pomieścić 13,5 tys. widzów.

## Sezony
| Sezon   | Liga                          | Poziom | Miejsce |
| Serbia  |                               |        |         |
| 2006/07 | Super liga Srbije             | I      | 9       |
| 2007/08 | Super liga Srbije             | I      | 11      |
| 2008/09 | Super liga Srbije             | I      | 12      |
| 2009/10 | Prva liga Srbije              | II     | 10      |
| 2010/11 | Prva liga Srbije              | II     | 4       |
| 2011/12 | Prva liga Srbije              | II     | 14      |
| 2012/13 | Prva liga Srbije              | II     | 15      |
| 2013/14 | Srpska liga (Grupa Vojvodina) | III    | 9       |
| 2014/15 | Srpska liga (Grupa Vojvodina) | III    | 11      |
| 2015/16 | Srpska liga (Grupa Vojvodina) | III    | 15 *    |

 * Po sezonie 2015/16 klub wycofał się z rozgrywek Zonskiej ligi (4. poziom serbskich rozgrywek piłkarskich), grupy Vojvodinska liga Istok (drużyna została rozwiązana).

## Sukcesy
- 9. miejsce Super ligi Srbije (1x): 2007.
- Puchar Serbii:
  - półfinalista (2x): 2007 i 2009.